# Frances Theodora Parsons

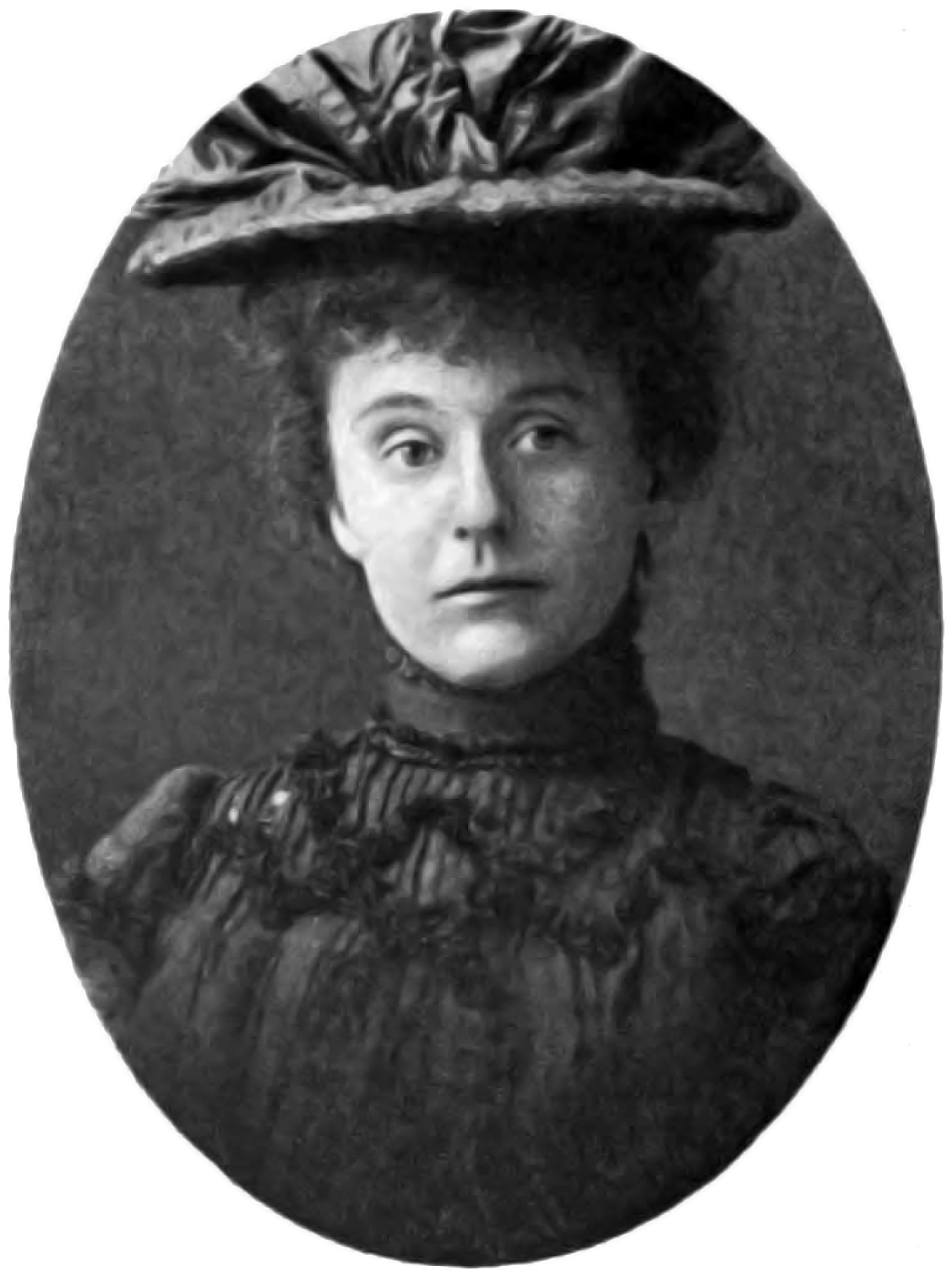
Frances Theodora Parsons, 1902

Frances Theodora Parsons (* 5. Dezember 1861 in New York City, New York, USA; † 10. Juni 1952 in Katonah (New York), USA) war eine US-amerikanische Naturforscherin und Autorin.

## Leben und Werk

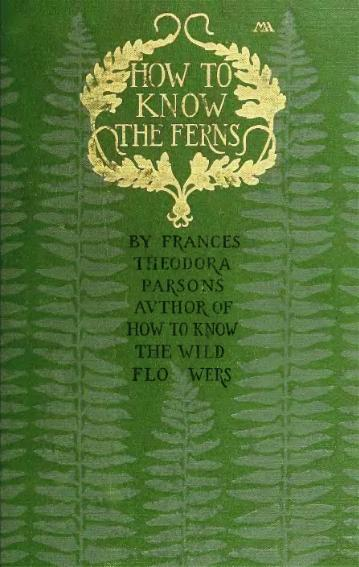
Cover von How to Know the Ferns (1899), 7. Auflage

Parsons war die Tochter des Teehändlers N. Denton Smith und Harriet Shelton Smith und besuchte die Miss Comstock’s School. Sie heiratete 1884 Frances William Starr Dana, einen Commander der US Navy, der bei der Grippeepidemie von 1890 starb. Während ihrer Trauerzeit unternahm sie viele Naturwanderungen und schrieb 1893 ihr erstes Buch, How to Know the Wildflowers, das als erster Feldführer für nordamerikanische Wildblumen gilt. Das Buch war ein Bestseller, die erste Auflage war innerhalb von fünf Tagen ausverkauft. How to Know the Wildflowers wurde von vielen prominenten Persönlichkeiten unterstützt, darunter Theodore Roosevelt  und Rudyard Kipling. Das Werk wurde während ihres Lebens mehrfach aufgelegt. Wie es für Autorinnen ihrer Zeit üblich war, verwendete sie als Autorin zunächst den Namen ihres Mannes „Mrs. William Starr Dana“ für ihre ersten drei Bücher, die 1893, 1894 und 1896 veröffentlicht wurden. Ihr zweites Buch According to Season war eine Sammlung von Essays über Wildblumen und erschien zuerst in der New York Tribune. Es war eine Ergänzung zum eher wissenschaftlichen geschriebenen How to Know the Wildflowers mit informellen Beschreibungen der Blumen. Ihr drittes Buch war für Kinder bestimmt und wurde als eines der 50 besten Kinderbücher seiner Zeit aufgeführt.
Am 8. Februar 1896 heiratete sie den Autor James Russell Parsons, Jr., Sekretär der State University of New York und später Diplomat als Generalkonsul in Mexiko-Stadt. In den ersten Jahren ihrer zweiten Ehe hatte Parsons Ehemann finanzielle Probleme, und so schrieb sie 1899 einen Begleitband zu ihrem Wildblumenführer mit dem Titel How to Know the Farns.
Vor dem Tod ihres Ehemanns in Mexiko-Stadt im Jahr 1905 durch einen Zusammenstoß einer Straßenbahn mit seiner Kutsche bekam sie mit ihrem Mann 1897 einen Sohn und eine Tochter, die 1902 im Alter von zwei Jahren starb.
Nachdem sie dieses zweite Mal verwitwet war, veröffentlichte sie im Januar 1911 in Scribner’s Magazine das Gedicht When Laughter is Sadder than Tears. Sie schrieb jedoch keine weiteren Bücher bis 1951, als sie 1952 die Autobiografie Perchance Some Day veröffentlichte.
Nach dem Tod ihres Mannes zog Parsons nach New York City, wo sie eine Verfechterin des Frauenwahlrechts und aktiv war in der Republikanischen und der Progressiven Partei, als erste Vizepräsidentin des New York County Republican Committee und als Mitglied des Republican Women’s State Executive Committee. Sie leitete eine erfolgreiche Kampagne für Fiorello LaGuardia, Bürgermeister von New York City, als dieser für das Amt des Präsidenten des Board of Aldermen kandidierte. Sie beteiligte sich an Aktivitäten zur Unterstützung verwundeter Veteranen des Ersten Weltkriegs, der öffentlichen Schulen in New York City und des Schutzes des Central Park und reiste viel in Europa. Parsons starb 1952 im Alter von 90 Jahren.
Das Standard-Autorenkürzel F.Parsons wird verwendet, um sie als Autorin zu kennzeichnen, wenn ein botanischer Name zitiert wird.

## Veröffentlichungen (Auswahl)
- How to Know the Wild Flowers: A Guide to the Names, Haunts, and Habits of Our Common Wild Flowers. 1893.
- William Starr Dana: According to season; talks about the flowers in the order of their appearance in the woods and fields. New York, C. Scribner’s sons, 1894.
- Plants and their children. American book company, 1896.